# Isli Hidi
Isli Hidi (ur. 15 października 1980 w Tiranie) – albański piłkarz, reprezentant kraju, występujący na pozycji bramkarza.

## Kariera piłkarska

### Kariera klubowa
Karierę rozpoczynał w drużynie SK Tirana. W latach 1998–2001 był jednak rezerwowym tego zespołu. Rozegrał bowiem tylko 7 spotkań w ciągu trzech sezonów. Z tego powodu został wypożyczony do innego albańskiego zespołu - Bylis Ballsh. Tutaj w sezonie 2001/2002 grał w 24 meczach. Po sezonie powrócił do Tirany, gdzie stał się numerem 1 w bramce. Przez pięć kolejnych sezonów rozgrywał większość spotkań. W sumie w zespole ze stolicy grał w 117 ligowych pojedynkach.
Przed sezonem 2007/2008 trafił do ukraińskiego Krywbasa Krzywy Róg. W swym pierwszym sezonie w tej drużynie grał w 18 meczach. Następnie został wypożyczony do cypryjskiego Alki Larnaka. Po rozegraniu 12 spotkań powrócił do Krywbasu.

### Kariera reprezentacyjna
Isli Hidi jest również wielokrotnym reprezentantem Albanii. W drużynie narodowej zadebiutował przeciwko Polsce - 29 maja 2005 w przegranym 0:1 spotkaniu towarzyskim przebywał na boisku przez całe spotkanie, natomiast 27 maja 2008 grał również przez 90 minut, w także przegranym 0:1 meczu towarzyskim z Polską.